# فرانسوا-فردریک لموت
فرانسوا-فردریک لموت (انگلیسی: François-Frédéric Lemot; ۴ نوامبر ۱۷۷۱ – ۶ مهٔ ۱۸۲۷) مجسمه‌ساز اهل فرانسه بود.
وی همچنین برندهٔ جوایزی همچون لژیون دونور (شوالیه) و جایزه بزرگ رم شده‌است.